# Mallodeta norma
Mallodeta norma là một loài bướm đêm thuộc phân họ Arctiinae, họ Erebidae.